# Deutsche Gesellschaft für Parodontologie
Die Deutsche Gesellschaft für Parodontologie (DG PARO; vormals Arbeitsgemeinschaft zur Erforschung der Parodontopathien (ARPA)) ist ein eingetragener, gemeinnütziger Verein zur wissenschaftlichen Förderung der Medizin, insbesondere der Zahn-, Mund- und Kieferheilkunde auf dem Gebiet der Parodontologie. Die DG PARO ist assoziiertes Mitglied der Deutschen Gesellschaft für Zahn-, Mund- und Kieferheilkunde.

## Aufgaben
Die DGPARO fördert die Forschung auf dem Gebiet der Parodontologie, sowie die Auswertung, Verbreitung und Vertretung zugehöriger wissenschaftlicher Erkenntnisse. Hierzu gehört die Fortbildung und Weiterbildung auf dem Gebiet der Parodontologie und die Zusammenarbeit mit wissenschaftlichen Fachgesellschaften, Arbeitsgemeinschaften und Institutionen des In- und Auslandes.

## Geschichte
Am 1. November 1924 wurde durch die Zahnärzte Oskar Weski (1879–1952), Otto Loos, Hans Sachs und Robert Neumann (1882–1958) die Arbeitsgemeinschaft für Paradentose-Forschung (ARPA) gegründet.  Im Jahre 1932 folgte die Gründung der ARPA Internationale in Zürich, der parodontalen  Arbeitsgemeinschaften aus Deutschland, Frankreich, Italien, der Schweiz, der Tschechoslowakei und Finnland.
Während der Zeit des Nationalsozialismus (1933–1945) erfolgte der Ausschluss von der universitären Lehre, Berufsverbote, sowie die Entrechtung aller Juden bis hin zu ihrer physischen Vernichtung durch die nationalsozialistische Diktatur. International renommierte parodontologische Experten jüdischen Glaubens wie Bernhard Gottlieb (1885–1950), Balint Orbán (1899–1960), Alfred Kantorowicz, Isador Hirschfeld (1881–1965) sowie das ARPA-Gründungsmitglied Oskar Weski mussten vor der Verfolgung aus dem Deutschen Reich fliehen. 1945 wurde die ARPA – wie alle nationalsozialistisch gleichgeschalteten deutschen Organisationen – durch Anordnung der Hauptsiegermächte aufgelöst, erfuhr jedoch 1949 auf Initiative von Herbert Siegmund eine Neugründung unter gleichem Namen. Allerdings machte damals Walter Drum Bedenken gegen die Namensgebung geltend, da es nicht um das Studium einer definierten Organ-Erkrankung gehe, sondern dass wahrscheinlich mannigfaltige Krankheitserscheinungen aus verschiedenen pathologischen Vorgängen resultierten. In der F.D.I. spreche man auf Vorschlag Palazzis deshalb von Paradentopathien. In einer scharfen Reaktion erklärte Siegmund, er habe Drums Ratschläge nicht nötig. Drum solle die Gestaltung ihres Aufgabenbereichs ruhig jenen Paradentalexperten überlassen, die sich bereits vor 1947 um derlei Fragen mit Erfolg bemüht hätten. Siegmund sprach in der Folge selbst nebeneinander von „Paradentose“, „Paradentopathien“ und „Paradentalerkrankungen“, doch wurde die Arpa schließlich unter dem Namen Arbeitsgemeinschaft für Paradentoseforschung beim 10. deutschen Zahnärztetag in Wiesbaden 1949 rekonstituiert. Siegmund wurde bei dieser Gelegenheit in Anerkennung seiner Leistung der Grad eines Dr. med. dent h. c. verliehen. Erst nach Siegmunds Tod wurde die Arbeitsgemeinschaft in Deutsche Arbeitsgemeinschaft zur Erforschung der Parodontopathien umbenannt, nachdem die Arpa internationale in Genf beschlossen hatte, die Terminologie auf „Parodont“-Formen abzustimmen. Die ARPA war 1950 die erste deutsche zahnärztliche Fachgesellschaft, die nach dem Zweiten Weltkrieg in eine internationale Vereinigung, die ARPA Internationale, aufgenommen wurde.
Aufgrund des fehlenden Konsenses über die weiteren Ziele kam es 1971 zur Auflösung der ARPA und in der Folge zur Gründung der Deutschen Gesellschaft für Parodontologie (DGP, später DG PARO) als Nachfolgeorganisation.
2003 wurde die ARPA-Wissenschaftsstiftung gegründet.

## Bisherige Präsidenten
- 1924 Otto Loos
- 1949 Herbert Siegmund
- 1954 Karl Häupl
- 1960 Eugen Fröhlich
- 1970 Ralf Mutschelknauss
- 1974 Werner Ketterl
- 1978 Ansgar Fesseler
- 1982 Heinz Erpenstein
- 1988 Armin Herforth
- 1990 Lavinia Flores de Jacoby
- 1994 Wolfgang Krüger
- 1998 Jörg Meyle
- 2002 Thomas Hoffmann
- 2006 Ulrich Schlagenauf
- 2010 Peter Eickholz
- 2016 Christof Dörfer
- 2019 Bettina Dannewitz